# Percefleur glauque
Diglossa glauca
Espèce
Synonymes
- Diglossopis glauca (protonyme)

Statut de conservation UICN

 LC  : Préoccupation mineure
Le Percefleur glauque (Diglossa glauca) est une espèce de passereaux appartenant à la famille des Thraupidae.

## Répartition
Cet oiseau fréquente la moitié nord de la cordillère des Andes.